# 阿兰·卡瓦略
阿兰·道格拉斯·博尔热斯·德·卡瓦略（Alan Douglas Borges de Carvalho，1989年7月10日—），巴西裔中国职业足球运动员，现效力于中超球隊青岛西海岸。

## 职业生涯

### 俱乐部
阿兰出道于巴西传统豪门弗鲁米嫩塞队，在弗鲁米嫩塞的三个赛季里，阿兰在有限的出场时间内帮助球队攻入17球，并多次入选巴西国青队。
2010年夏天，阿兰登陆欧洲赛场，加盟奥地利萨尔茨堡红牛队。在首个赛季，阿兰出战24场攻入10球，助攻3次。2011年7月至8月，阿兰在欧联杯资格赛中出战5场攻入6球。但是，2011年8月28日，他在和維也納快速的联赛比赛中受伤出场，被诊断为十字韧带撕裂，需要至少休息六个月。 但是，阿兰直到2012年11月20日才开始回归训练。 2012-2013赛季，阿兰出战14场，攻入11球并收获5次助攻。2013-2014赛季，他在奥超出战29场，攻入26球助攻8次。奧地利盃中5场5球，高居联赛射手榜第二位，帮助球队再次赢得奥超冠军，欧联杯出战10场攻入4球。阿兰的出色表现帮助他当选2013-14赛季欧洲联赛十大新星并高居首位。2014-2015赛季起，他在奥超联赛中出战16场攻入9球，奥地利足协杯中2场7球。欧联杯比赛中，阿兰带领球队进入淘汰赛阶段，并以8球领跑射手榜。
2015年1月16日，广州恒大淘宝足球俱乐部官方宣布签下阿兰，转会费为1110万欧元，双方签约四年。 2月14日，他在2015年中国足球协会超级杯对阵山东鲁能泰山的比赛替补郜林出场，首次代表广州队出场。他在点球决胜中罚进点球，但广州恒大最终3比5不敌对手。 2015年3月3日，阿兰在2015年亚足联冠军联赛小组赛对阵西悉尼漫游者的赛前训练中遭遇重伤，赛后诊断为左腿十字韧带撕裂，需要手术，预计伤停五个月。
这次重伤使他缺席了球队比赛15个月。在这段时间内，阿兰不得不被下放到预备队联赛。
2016年4月24日，在广州恒大4-0大胜天津泰达的比赛中，阿兰打进第4球，历时1年3个月后打进加盟广州恒大后的首粒进球。进球后，兴奋的阿兰跑到场边的摄像机，用食指和中指做出了一副眼镜的形状，放在自己的双眼之前，这个进球也宣告了阿兰的正式回归。在接下来的比赛中，阿兰打进了8球，宣告了昔日的欧联杯射手王的状态已经回来了。
2019年2月，由於外援名額限制，阿蘭被租借至天津天海，並在年底归化中国籍。他在翌年以內援身份租借至北京國安，獲得亞冠八強的隊史最佳戰績，並在聯賽及杯賽均斬獲進球。
2021賽季，他重返廣州隊。2022年2月16日，廣州足球俱樂部發布公告，與五名歸化球員阿蘭、費南多、艾克森、洛國富和高拉特終止合約。

### 国家队
2021年，为备战3月开踢的卡塔尔世预赛亚洲区40强赛下半程比赛，中国男足将于1月22日至2月10日在海口展开2021年首期集训，阿兰首度入选27人名单。
2021年5月30日，阿兰在小组赛对阵关岛足球代表队的比赛中完成国足首秀，并在比赛中梅开二度帮助球队7:0取得大胜。

### 国家队进球
最後更新：2021年6月14日
- 仅列出国际A级比赛进球

| 时间          | 地点 | 对手     | 当时比分 | 最终比分 | 赛事           | 进球(累计) |
| ------------- | ---- | -------- | -------- | -------- | -------------- | ---------- |
| 2021年5月30日 | 苏州 | 關島     | 6–0      | 7–0      | 世预赛四十强赛 | 2(2)       |
| 2021年5月30日 | 苏州 | 關島     | 7–0      | 7–0      | 世预赛四十强赛 | 2(2)       |
| 2021年6月11日 | 苏州 | 馬爾地夫 | 3–0      | 5–0      | 世预赛四十强赛 | 1(3)       |